# Old Brownsboro Place
Old Brownsboro Place é uma cidade localizada no estado americano de Kentucky, no Condado de Jefferson.

## Demografia
Segundo o censo americano de 2000, a sua população era de 384 habitantes.
Em 2006, foi estimada uma população de 401, um aumento de 17 (4.4%).

## Geografia
De acordo com o United States Census Bureau tem uma área de
0,3 km², dos quais 0,3 km² cobertos por terra e 0,0 km² cobertos por água.

## Localidades na vizinhança
O diagrama seguinte representa as localidades num raio de 4 km ao redor de Old Brownsboro Place.